# Fafnir (Marvel Comics)
Fafnir é um personagem fictício que aparece nas histórias em quadrinhos publicadas pela Marvel Comics. O personagem aparece pela primeira vez na revista Thor # 134 (novembro 1966), e foi criado por Stan Lee e Jack Kirby.

## Primeira aparição
Baseado em Fafnir da mitologia nórdica, Fafnir apareceu pela primeira vez em uma história em duas partes em Thor # 134-135 (novembro-dezembro 1966). O personagem não voltou a aparecer na continuidade da Marvel até Thor # 318 (Abril 1982) e finalmente foi morto em Thor # 341-343 (Março-Maio 1984).

## Biografia do personagem
Fafnir é encontrado pela primeira vez sob o disfarce de um velho guerreiro por Volstagg, que com seus companheiros, estava a explorar o reino arruinado de Nastrond, um reino extradimensional no continente de Asgard. Fafnir explicou que ele era o Rei de Nastrond, e que o rei dos deuses nórdicos, Odin, destruiu Nastrond devido "à natureza maligna do seu povo." Fafnir foi então deixado para morrer em um terreno baldio em meio a ruínas, mas sobreviveu ao beber em uma poça d'água com propriedades mágicas. A água, porém, transformou Fafnir em um dragão enorme. Sabendo que Volstagg e seus aliados foram enviados por Odin, Fafnir usa o poder da ilusão e pretende devorá-los. No entanto, Thor, filho de Odin, derrotou Fafnir lançando o dragão em um abismo usando seu relâmpago.
Fafnir reaparece quando Loki, meio-irmão e eterno inimigo de Thor, envia o dragão à Terra para matar o Deus do Trovão. Thor, contudo, usa o seu martelo místico Mjolnir e induz Fafnir a manter a calma até Odin intervir e expulsar o antigo rei de volta para as ruínas de Nastrond. Fafnir acaba por regressar à Terra e é morto quando Thor usa seu martelo para conduzir uma Lança Encantada ao coração do dragão.

## Poderes e habilidades
Fafnir era originalmente um homem normal até ser transformado pelas propriedades de uma poça mágica em um grande dragão. Fafnir mantém o seu intelecto e a fala, possui força sobre-humana, durabilidade, capacidade de cuspir fogo e lançar ilusões.